# Валишоара (Балша)
Валишоара (рум. Vălișoara) насеље је у Румунији у округу Хунедоара у општини Балша. Oпштина се налази на надморској висини од 525 m.

## Историја
Према државном шематизму православног клира Угарске 1846. године у месту "Поркура" (некадашњи назив) живело је 52 породице, уз још придодатих филијарних 50 из Малог Алмаша. Православни парох тада је поп Георгије Поповић којем је помагао капелан поп Петар Тодорић.

## Становништво
Према подацима из 2011. године у насељу је живело 137 становника.